# 安全地帯V
『安全地帯V』（あんぜんちたいファイブ）は、日本のロックバンドである安全地帯の5枚目のオリジナル・アルバム。
1986年12月14日にKitty Recordsからリリースされた。サウンドトラック『プルシアンブルーの肖像 オリジナル・サウンドトラック』（1986年）を経て前作『安全地帯IV』（1985年）よりおよそ1年ぶりにリリースされた作品であり、作詞は松井五郎、井上陽水が担当、作曲は玉置浩二、武沢豊が担当、プロデューサーは星勝および金子章平、安全地帯が担当している。レコーディングは1986年8月から11月まで日本国内のKRSスタジオおよびキティ伊豆スタジオで行われた他、ロサンゼルスにあるオーシャン・ウェイ・レコーディングにおいても行われており、同バンドとして初の海外レコーディング作品となった。
安全地帯のオリジナルアルバムの中では、最多の収録曲数となる作品である。11枚目のシングル「プルシアンブルーの肖像」は同年リリースの『プルシアンブルーの肖像 オリジナル・サウンドトラック』に収録されているため本作には含まれておらず、先行シングルとしては井上陽水とのコラボレーションとなる「夏の終りのハーモニー」、大王製紙「エリス ミステリアスフィットネス篇」のコマーシャルソングとして使用された「Friend」、フジテレビ系テレビアニメ『めぞん一刻』（1986年 - 1988年）のオープニングテーマとして使用された「好きさ」の3曲が収録されている。しかし、「夏の終りのハーモニー」の両A面曲であった「俺はシャウト!」は収録されていない。
本作はオリコンアルバムチャートにおいて最高位第1位を獲得した他、1987年度年間第7位を獲得した。ヒット曲が多く収録されているアルバムだが、他のアルバムとは異なりiTunes StoreやGoogle Play Music 、Mora等でのダウンロード販売は行われておらず、各種サブスクリプションサービスでも配信されていない。

## 背景
前作『安全地帯IV』（1985年）リリースと前後して、シングル「悲しみにさよなら」がヒットした事による影響でTBS系音楽番組『ザ・ベストテン』（1978年 - 1989年）や日本テレビ系音楽番組『ザ・トップテン』（1981年 - 1986年）などのテレビ番組への露出が劇的に増し、両番組において年間第1位を獲得した。またNHK総合音楽番組『第36回NHK紅白歌合戦』（1985年）には同曲で初出場を果たした他、フジテレビ系音楽番組『FNS歌謡祭』（1974年 - ）において、史上初であり唯一となる2年連続での最優秀歌唱賞を受賞する事となった。
当時の玉置は生活が激変しており、著名な存在となった事で公道を歩く事もままならず、仕事が終わるとずっと部屋に籠る生活となっていた。これに窮屈さを感じていた玉置だがプライベートでは羽目を外す事が多くなり、1985年2月には女優の石原真理子との不倫関係が報道される。玉置と石原は1983年夏頃より不倫関係となり同居し始めたが、報道された事をきっかけに2人は熊本で心中を試みるも未遂に終わった。その後、玉置は石原に対してDVを行うようになり、DVがエスカレートした結果、石原が腰椎を骨折する事態へと発展し、1986年2月に石原は入院する事となった。また、これら一連の騒動を切っ掛けとして玉置はデビュー以前から連れ添い、1983年5月に入籍した一般人女性の妻と4月に離婚する事になる。その後、玉置が公衆の面前で石原に暴力を振るった事が原因となり、9月に石原との関係は破局を迎えた。
同年、作詞を担当している松井五郎原案による玉置主演の映画『プルシアンブルーの肖像』の制作が開始された。玉置はシングル「ワインレッドの心」（1983年）が大ヒットした事で浮足立っていたと後年語っており、また音楽作りのためにあえて俳優としても活動するようになったと語っている。これにより玉置はミュージシャンではなく芸能人としての活動が増えていき、会食する相手も長崎俊一などの映画監督やテレビドラマスタッフが中心になっており、この状況に関して玉置は本当は芝居がやりたかった訳ではなく、「なんとなく、じゃあやろうか」という感覚で依頼を引き受けていたという。映画は同年7月26日から全国ロードショーで公開され、同映画の主題歌となった「プルシアンブルーの肖像」はオリコンチャートで最高位第2位を獲得、売り上げ枚数は23.8万枚でヒット曲となった。
8月20日、8月21日には2日間に亘って神宮球場にて井上陽水とのジョイントライブ「スターダスト・ランデヴー」を敢行。このライブにおいて初演奏された井上と安全地帯とのデュエットソング「夏の終りのハーモニー」はライブからおよそ1ヶ月後の9月25日にシングルとしてリリースされ、オリコンチャートでは最高位第6位、売り上げ枚数は10.8万枚となった。11月5日には前述のライブの模様を収録したライブアルバム『スターダスト・ランデヴー井上陽水・安全地帯LIVE AT 神宮』がリリースされ、11月21日には同名のライブビデオがリリースされた。

## 録音
本作のレコーディングは1986年8月から11月にかけて、日本国内のKRSスタジオおよびキティ伊豆スタジオと、ロサンゼルスのオーシャン・ウェイ・レコーディングにて行われた。プロデューサーは前作に引き続き星勝、金子章平とさらに安全地帯がクレジットされている。当時の安全地帯は多忙を極めており、ギターの矢萩渉によると2日間ほど寝ずにレコーディング作業やテレビ出演をこなしていた事もあるという。俳優業も始めた玉置はさらに多忙を極めていたが、本作を3枚組にすると提案したのは玉置自身であった。3枚組にした理由は当時2枚組LPは多く存在したが3枚組は珍しかった事、3枚LPを並べる事が「かっこいいと思った」と玉置が思った事から決定された。
この玉置の提案を受けたメンバーは3つのスタジオを同時に使用し、3ヶ月程度で本作を完成させた。レコーディングは1日に3曲収録するようなペースで行われ、リズムから作曲を行い後でメロディーを載せていくというリズムアレンジを重視する形で行われた。このリズムアレンジを重視する方法について、玉置は本作で「すっかりやりきった」と述べている。レコーディング作業は分担制となり、プロデューサーとしてクレジットされている星、金子、安全地帯の3者が責任を持つ形で行われ、星は単独でロサンゼルスに行く事もあったという。本作では安全地帯メンバーの担当楽器以外に、ホーンやストリングス、キーボードなどの楽器が追加されているため、多数のスタジオ・ミュージシャンが起用されることとなった。この時の状況から安全地帯は1バンドというより1大プロジェクトのような形に活動がシフトしていく事となった。

## 音楽性と歌詞
玉置浩二の自伝本『玉置浩二 幸せになるために生まれてきたんだから』においてライターの志田歩は、ギターのカッティングやホーン・セクション、ドラムス、パーカッション、キーボードなどの音が緻密に絡むリズミカルなアレンジに関して、「前作『安全地帯IV』で完成させたスタイルを確実に乗り越えた新境地へと突入していた」と表現した他、「ワインレッドの心」から続くメロディの魅力も兼ね備えていると述べている。また当時の日本においてワールドミュージックはまだ定着しておらず、メロディアスな曲とアフリカンミュージックのようなリズムを融合させている事が特筆すべきであると述べている。さらにこれらの曲群がコンセプトによって統一される事なく収録されている点も指摘、本作に関して「とにかく奔放なアイデア、エネルギー、ボリューム、セールスで圧倒する『安全地帯V』は、日本の音楽史上、比較の対象が見つからない作品でもあった」と総括している。
歌詞に関して松井は、2枚目のアルバム『安全地帯II』（1984年）から始まったスタイルが前作『安全地帯IV』（1985年）で完成したために、本作ではそのスタイルを破壊しなければ作詞ができない状態に陥ったと述べている。当時の玉置は石原との関係が悪化しており、松井は度々玉置から相談を受ける形になっていたが、玉置は石原の良い面を強調して話すものの空回りに陥っているような状態であり、松井はその状況から「銀色のピストル」や「こわれるしかない」の歌詞を制作した。両者の関係を題材として作詞を行っていた松井であるが、リアルな心情を描いた歌詞もあり玉置にとっては歌うことが困難な部分もあったであろうと述べた上で、玉置はあえてそれを乗り越えなければならないと自身に言い聞かせているようであったとも述べ、その状況から松井は「声にならない」の歌詞を制作した。その後松井の前に現れた玉置は吹っ切れたような表情で紙袋いっぱいの100曲以上の新曲が収録されたカセットテープを持参し、「三枚組のアルバムを作ろう」とスタッフに対して発言、一通りデモテープを聴き終えたスタッフに対し玉置は「どーだい!!」と発言、それを受けて「どーだい」の歌詞が制作された。
同時期には石原の新しい恋人として一部マスコミで松井の名前が報道され、松井は石原のレコード制作に携わっておりスタジオで会ったことはあるものの電話番号も知らない状態であり、報道があった夜に松井と玉置は電話口で笑い合ったと述べ、さらにその件を題材に「不思議な夜」の歌詞を制作した。この頃の玉置はNHK総合テレビジョン放送前の日の丸を見て涙を流しながら「君が代」を歌唱しており、松井とともに日の丸について話した玉置は「日の丸は戦争を連想させる」と述べ、松井も戦争以外にはオリンピックくらいしか思いつかないと考え、その後シリアスなテーマで話し続けた結果松井は「二人称のラブソングじゃないものもやりたいね」と玉置に提案、安全地帯のイメージ戦略から外れた提案であったが玉置はこれを承諾、それが後に「遠くへ」として完成することになった。また本作制作の過程において玉置は石原との関係を過去のものとして語ることが多くなり、これを切っ掛けとして松井は「あのとき……」の歌詞を制作した。

## リリース、プロモーション
本作は1986年12月14日にKitty Recordsから3枚組LPレコードおよび3本組カセットテープの2形態でリリースされ、12月21日には2枚組CDとしてもリリースされた。1987年3月1日にLP盤のみ1枚ずつ個別にリリースされ、それぞれ『Friends』『好きさ』『Harmony』というタイトルが付与されていた。本作からは同年9月25日に井上陽水とのコラボレーションとなる「夏の終りのハーモニー」、10月21日に大王製紙「エリス ミステリアスフィットネス篇」のコマーシャルソングとして使用された「Friend」、12月3日にフジテレビ系テレビアニメ『めぞん一刻』（1986年 - 1988年）のオープニングテーマとして使用された「好きさ」がそれぞれ先行シングルとしてシングルカットされた。また、収録曲である「想い出につつまれて」が大阪ガス「ガスファンヒーター」のコマーシャルソングとして関西地方においてのみ使用された。
本作に関するテレビ出演として、TBS系音楽番組『ザ・ベストテン』（1978年 - 1989年）において「Friend」が1986年11月6日に第10位でランクインし同年12月4日までランクインを続け5週に亘って出演した。その後も同番組において「好きさ」が12月18日に第10位でランクインし翌1987年1月8日までランクインを続け3週に亘って出演した。また1986年12月5日放送のテレビ朝日系音楽番組『ミュージックステーション』（1986年 - ）に出演し、「Friend」および「好きさ」を演奏した。
1990年7月25日、1992年11月21日、2007年3月7日にはCDのみ再リリースされ、2010年3月3日には完全復活を記念してSHM-CDにて、2017年11月22日にはデビュー35周年を記念してLP盤を再現した紙ジャケット、SHM-CDにて再リリースされた。それ以外にも1996年10月2日にはCD-BOX『安全地帯 メモリアル・コレクション』に収録され、2010年6月23日にはCD-BOX『安全地帯BOX 1982-1993』に収録されて再リリースされた。

## ツアー
本作リリース後の1987年2月より、本作を受けてのライブツアー「安全地帯Vツアー」が開始された。このツアーではホーンやシンセサイザーを使用したため7名のサポートミュージシャンが参加する事となった。サポートミュージシャンには井上のバックバンドを務めた際に知り合った中西康晴やBAnaNAらが参加した。このツアーにおいてBAnaNAは玉置の指示に従わない事や本番中に勝手に一緒に歌い始める事、ライブに遅刻してくる事など自由奔放に振る舞う事が多かったが、玉置はこの状況を楽しんでいたという。また同様の事が井上のバックバンドを務めていた際にもあり、玉置がBAnaNAの代わりにシンセサイザーを弾いた事もあった。
玉置浩二の自伝本『玉置浩二 幸せになるために生まれてきたんだから』によれば、玉置は初期のヒット曲でイメージが固定化され音楽的に高く評価されていない事に不満があった事、インスピレーションの面で共感できた事などを理由にあえてBAnaNAを起用していたと表記されている。なお、同ツアーは5月の香港公演にて終了となった。

## 反響

### 批評
| 専門評論家によるレビュー | 専門評論家によるレビュー |
| レビュー・スコア         | レビュー・スコア         |
| 出典                     | 評価                     |
| ------------------------ | ------------------------ |
| CDジャーナル             | 肯定的                   |

音楽情報サイト『CDジャーナル』では、全36曲というボリュームに対して「何を考えてんだって言いたくなる」と指摘しているが、本作にはアマチュア時代に制作した曲も含まれており集大成であると指摘した上で、圧倒されると肯定的に評価している。また、曲調の種類が豊富である事や実験的な試みに対して「安住することなく、次のポジションに進もうとする意欲が感じられる」と斬新性や意欲的な部分に関して肯定的に評価している。

### カバー
シングルカットされた「夏の終りのハーモニー」および「Friend」は複数の歌手によってカバーされている。詳細は各項目を参照。また、その他のアルバム収録曲は以下の歌手によってカバーされている。
「どーだい」
- ケニー・ビー（鍾鎮濤） -  「Goodbye! I Love You」のタイトルでアルバム『寂寞』（1987年）に収録。

「今すぐに恋」
- 黃凱芹（中国語版） - 「暫時戀愛」のタイトルでアルバム『Moody』（1987年）に収録。

「Jのブルース」
- パトリック・タム（譚耀文） - 広東語バージョン、「唯有醉鄉路直」のタイトルでアルバム『A Touch Of Fantasy In Toyko』（1989年）に収録。

「ほゝえみ」
- デリック・ワン（温兆倫） - 広東語バージョン、「分手」のタイトルでアルバム『沒有你之後』（1990年）に収録。
- 鄭梓浩（中国語版） - 広東語バージョン、「忘掉有我 忘掉有你」のタイトルでアルバム『This Time』（1993年）に収録。
- 鮑翠薇（中国語版） - 広東語バージョン、「不必說不該」のタイトルでアルバム『愛的革命』（1987年）に収録。

## チャート成績
オリコンアルバムチャートにおいて、本作のLPレコードは最高位第1位の登場週数が15回で売り上げ枚数が21.3万枚、カセットテープが最高位第1位の登場週数が16回で売り上げ枚数が12.8万枚、CDが最高位第2位の登場週数が16回で売り上げ枚数は12.4万枚となり、売り上げ枚数の累計は46.5万枚となった。また、オリコンチャート1987年度年間第7位も獲得している。2017年リリースの紙ジャケット盤は同チャートにて最高位第254位、登場週数1回となった。2022年に実施されたねとらぼ調査隊による安全地帯のアルバム人気ランキングでは第4位、2023年に実施された同ランキングでは第3位となった。
リリース当時のオリコンチャートでの結果に対して、著書『玉置浩二 幸せになるために生まれてきたんだから』において志田は、全36曲でLP3枚組という構成に対して「前代未聞の超大作」であると述べ、それにも拘わらずチャート第1位を獲得しセールス面でも結果を残したことに関して、「その前の周到な仕込みと、それを実現させるためのハード・ワークなしにはありえなかったはずだ」と述べている。

## 収録曲
- ストリングス・アレンジ: 星勝／ホーン・アレンジ: 星勝、ジェリー・ヘイ

### LPレコード、カセットテープ
Part 1『Friends』
| #         | タイトル           | 作詞      | 作曲      | 編曲                   | 時間  |
| --------- | ------------------ | --------- | --------- | ---------------------- | ----- |
| 1.        | 「遠くへ」         | 松井五郎  | 玉置浩二  | 安全地帯、星勝、BAnaNA | 3:48  |
| 2.        | 「Miss Miss Kiss」 | 松井五郎  | 玉置浩二  | 安全地帯、星勝、BAnaNA | 2:33  |
| 3.        | 「パーティー」     | 松井五郎  | 玉置浩二  | 安全地帯、星勝、BAnaNA | 2:38  |
| 4.        | 「ふたりで踊ろう」 | 松井五郎  | 玉置浩二  | 安全地帯、星勝、BAnaNA | 2:08  |
| 5.        | 「シルエット」     | 松井五郎  | 玉置浩二  | 安全地帯、星勝、BAnaNA | 1:49  |
| 6.        | 「Friend」         | 松井五郎  | 玉置浩二  | 安全地帯、星勝、BAnaNA | 4:01  |
| 合計時間: | 合計時間:          | 合計時間: | 合計時間: | 合計時間:              | 16:57 |

| #         | タイトル               | 作詞      | 作曲      | 編曲                   | 時間  |
| --------- | ---------------------- | --------- | --------- | ---------------------- | ----- |
| 7.        | 「Friend (reprise)」   | 松井五郎  | 玉置浩二  | 安全地帯、星勝、BAnaNA | 0:57  |
| 8.        | 「チギルナイト」       | 松井五郎  | 玉置浩二  | 安全地帯、星勝、BAnaNA | 2:32  |
| 9.        | 「こわれるしかない」   | 松井五郎  | 玉置浩二  | 安全地帯、星勝、BAnaNA | 3:04  |
| 10.       | 「不思議な夜」         | 松井五郎  | 玉置浩二  | BAnaNA                 | 2:42  |
| 11.       | 「約束」               | 松井五郎  | 玉置浩二  | 安全地帯、星勝、BAnaNA | 3:33  |
| 12.       | 「想い出につつまれて」 | 松井五郎  | 玉置浩二  | 安全地帯、星勝、BAnaNA | 2:34  |
| 13.       | 「記憶の森」           | 松井五郎  | 玉置浩二  | 安全地帯、星勝、BAnaNA | 2:37  |
| 合計時間: | 合計時間:              | 合計時間: | 合計時間: | 合計時間:              | 17:59 |

Part 2『好きさ』
| #         | タイトル                 | 作詞      | 作曲      | 編曲                   | 時間  |
| --------- | ------------------------ | --------- | --------- | ---------------------- | ----- |
| 1.        | 「どーだい」             | 松井五郎  | 玉置浩二  | 安全地帯、星勝、BAnaNA | 2:29  |
| 2.        | 「パレードがやってくる」 | 松井五郎  | 玉置浩二  | 安全地帯、星勝、BAnaNA | 2:22  |
| 3.        | 「海と少年」             | 松井五郎  | 玉置浩二  | 安全地帯、星勝、BAnaNA | 2:50  |
| 4.        | 「月の雫」               | 松井五郎  | 玉置浩二  | 安全地帯、星勝、BAnaNA | 2:34  |
| 5.        | 「乱反射」               | 松井五郎  | 玉置浩二  | 安全地帯、星勝、BAnaNA | 3:53  |
| 6.        | 「ほゝえみ」             | 松井五郎  | 玉置浩二  | 安全地帯、星勝、BAnaNA | 3:39  |
| 合計時間: | 合計時間:                | 合計時間: | 合計時間: | 合計時間:              | 17:47 |

| #         | タイトル                  | 作詞      | 作曲      | 編曲                   | 時間  |
| --------- | ------------------------- | --------- | --------- | ---------------------- | ----- |
| 7.        | 「今夜はYES」             | 松井五郎  | 玉置浩二  | 安全地帯、星勝、BAnaNA | 2:34  |
| 8.        | 「あのとき……」            | 松井五郎  | 玉置浩二  | 安全地帯、星勝、BAnaNA | 3:48  |
| 9.        | 「まちかど」              | 松井五郎  | 玉置浩二  | 安全地帯、星勝、BAnaNA | 3:55  |
| 10.       | 「好きさ」                | 松井五郎  | 玉置浩二  | 安全地帯、星勝、BAnaNA | 2:49  |
| 11.       | 「声にならない」          | 松井五郎  | 玉置浩二  | 安全地帯、星勝、BAnaNA | 2:12  |
| 12.       | 「夕暮れ (Instrumental)」 |           | 武沢豊    | 武沢豊                 | 3:19  |
| 合計時間: | 合計時間:                 | 合計時間: | 合計時間: | 合計時間:              | 18:37 |

Part 3『Harmony』
| #         | タイトル           | 作詞      | 作曲      | 編曲                   | 時間  |
| --------- | ------------------ | --------- | --------- | ---------------------- | ----- |
| 1.        | 「銀色のピストル」 | 松井五郎  | 玉置浩二  | 安全地帯、星勝、BAnaNA | 3:44  |
| 2.        | 「涙をとめたまま」 | 松井五郎  | 玉置浩二  | 安全地帯、星勝、BAnaNA | 2:59  |
| 3.        | 「今夜ふたりで」   | 松井五郎  | 玉置浩二  | 安全地帯、星勝、BAnaNA | 3:14  |
| 4.        | 「いますぐに恋」   | 松井五郎  | 玉置浩二  | 安全地帯、星勝、BAnaNA | 2:48  |
| 5.        | 「あのMusicから」  | 松井五郎  | 玉置浩二  | 安全地帯、星勝、BAnaNA | 3:32  |
| 6.        | 「Jのブルース」    | 松井五郎  | 玉置浩二  | 安全地帯、星勝、BAnaNA | 2:47  |
| 合計時間: | 合計時間:          | 合計時間: | 合計時間: | 合計時間:              | 19:04 |

| #         | タイトル                 | 作詞      | 作曲      | 編曲                   | 時間  |
| --------- | ------------------------ | --------- | --------- | ---------------------- | ----- |
| 7.        | 「夏の終りのハーモニー」 | 井上陽水  | 玉置浩二  | 安全地帯、星勝、BAnaNA | 4:24  |
| 8.        | 「天使のあくび」         | 松井五郎  | 玉置浩二  | 安全地帯、星勝、BAnaNA | 2:09  |
| 9.        | 「燃えつきるまで」       | 松井五郎  | 玉置浩二  | 安全地帯、星勝、BAnaNA | 4:31  |
| 10.       | 「夢になれ」             | 松井五郎  | 玉置浩二  | 安全地帯、星勝、BAnaNA | 3:47  |
| 11.       | 「To me」                | 松井五郎  | 玉置浩二  | 安全地帯、星勝、BAnaNA | 3:44  |
| 合計時間: | 合計時間:                | 合計時間: | 合計時間: | 合計時間:              | 18:35 |

### CD
- CD付属の歌詞カードに記載されたクレジットを参照[47]。

| #         | タイトル                 | 作詞      | 作曲      | 編曲                   | 時間  |
| --------- | ------------------------ | --------- | --------- | ---------------------- | ----- |
| 1.        | 「遠くへ」               | 松井五郎  | 玉置浩二  | 安全地帯、星勝、BAnaNA | 3:48  |
| 2.        | 「Miss Miss Kiss」       | 松井五郎  | 玉置浩二  | 安全地帯、星勝、BAnaNA | 2:33  |
| 3.        | 「パーティー」           | 松井五郎  | 玉置浩二  | 安全地帯、星勝、BAnaNA | 2:38  |
| 4.        | 「ふたりで踊ろう」       | 松井五郎  | 玉置浩二  | 安全地帯、星勝、BAnaNA | 2:08  |
| 5.        | 「シルエット」           | 松井五郎  | 玉置浩二  | 安全地帯、星勝、BAnaNA | 1:49  |
| 6.        | 「Friend」               | 松井五郎  | 玉置浩二  | 安全地帯、星勝、BAnaNA | 4:01  |
| 7.        | 「Friend (reprise)」     | 松井五郎  | 玉置浩二  | 安全地帯、星勝、BAnaNA | 0:57  |
| 8.        | 「チギルナイト」         | 松井五郎  | 玉置浩二  | 安全地帯、星勝、BAnaNA | 2:32  |
| 9.        | 「こわれるしかない」     | 松井五郎  | 玉置浩二  | 安全地帯、星勝、BAnaNA | 3:04  |
| 10.       | 「不思議な夜」           | 松井五郎  | 玉置浩二  | BAnaNA                 | 2:42  |
| 11.       | 「約束」                 | 松井五郎  | 玉置浩二  | 安全地帯、星勝、BAnaNA | 3:33  |
| 12.       | 「想い出につつまれて」   | 松井五郎  | 玉置浩二  | 安全地帯、星勝、BAnaNA | 2:34  |
| 13.       | 「記憶の森」             | 松井五郎  | 玉置浩二  | 安全地帯、星勝、BAnaNA | 2:37  |
| 14.       | 「どーだい」             | 松井五郎  | 玉置浩二  | 安全地帯、星勝、BAnaNA | 2:29  |
| 15.       | 「パレードがやってくる」 | 松井五郎  | 玉置浩二  | 安全地帯、星勝、BAnaNA | 2:22  |
| 16.       | 「海と少年」             | 松井五郎  | 玉置浩二  | 安全地帯、星勝、BAnaNA | 2:50  |
| 17.       | 「月の雫」               | 松井五郎  | 玉置浩二  | 安全地帯、星勝、BAnaNA | 2:34  |
| 18.       | 「乱反射」               | 松井五郎  | 玉置浩二  | 安全地帯、星勝、BAnaNA | 3:53  |
| 19.       | 「ほゝえみ」             | 松井五郎  | 玉置浩二  | 安全地帯、星勝、BAnaNA | 3:39  |
| 合計時間: | 合計時間:                | 合計時間: | 合計時間: | 合計時間:              | 52:43 |

| #         | タイトル                  | 作詞      | 作曲      | 編曲                   | 時間  |
| --------- | ------------------------- | --------- | --------- | ---------------------- | ----- |
| 1.        | 「今夜はYES」             | 松井五郎  | 玉置浩二  | 安全地帯、星勝、BAnaNA | 2:34  |
| 2.        | 「あのとき……」            | 松井五郎  | 玉置浩二  | 安全地帯、星勝、BAnaNA | 3:48  |
| 3.        | 「まちかど」              | 松井五郎  | 玉置浩二  | 安全地帯、星勝、BAnaNA | 3:55  |
| 4.        | 「好きさ」                | 松井五郎  | 玉置浩二  | 安全地帯、星勝、BAnaNA | 2:49  |
| 5.        | 「声にならない」          | 松井五郎  | 玉置浩二  | 安全地帯、星勝、BAnaNA | 2:12  |
| 6.        | 「夕暮れ (Instrumental)」 |           | 武沢豊    | 武沢豊                 | 3:19  |
| 7.        | 「銀色のピストル」        | 松井五郎  | 玉置浩二  | 安全地帯、星勝、BAnaNA | 3:44  |
| 8.        | 「涙をとめたまま」        | 松井五郎  | 玉置浩二  | 安全地帯、星勝、BAnaNA | 2:59  |
| 9.        | 「今夜ふたりで」          | 松井五郎  | 玉置浩二  | 安全地帯、星勝、BAnaNA | 3:14  |
| 10.       | 「いますぐに恋」          | 松井五郎  | 玉置浩二  | 安全地帯、星勝、BAnaNA | 2:48  |
| 11.       | 「あのMusicから」         | 松井五郎  | 玉置浩二  | 安全地帯、星勝、BAnaNA | 3:32  |
| 12.       | 「Jのブルース」           | 松井五郎  | 玉置浩二  | 安全地帯、星勝、BAnaNA | 2:47  |
| 13.       | 「夏の終りのハーモニー」  | 井上陽水  | 玉置浩二  | 安全地帯、星勝、BAnaNA | 4:24  |
| 14.       | 「天使のあくび」          | 松井五郎  | 玉置浩二  | 安全地帯、星勝、BAnaNA | 2:09  |
| 15.       | 「燃えつきるまで」        | 松井五郎  | 玉置浩二  | 安全地帯、星勝、BAnaNA | 4:31  |
| 16.       | 「夢になれ」              | 松井五郎  | 玉置浩二  | 安全地帯、星勝、BAnaNA | 3:47  |
| 17.       | 「To me」                 | 松井五郎  | 玉置浩二  | 安全地帯、星勝、BAnaNA | 3:44  |
| 合計時間: | 合計時間:                 | 合計時間: | 合計時間: | 合計時間:              | 56:16 |

## スタッフ・クレジット

### 安全地帯
- 玉置浩二 – ボーカル
- 矢萩渉 – ギター
- 武沢豊 – ギター
- 六土開正 – ベース、キーボード
- 田中裕二 – ドラムス
- BAnaNA – キーボード

### 参加ミュージシャン
- CD付属の歌詞カードに記載されたクレジットを参照[47]。

#### 日本
- ミルトン富田 – ドラムス
- 長谷部徹 – ドラムス
- 岡沢茂 – ベース
- 松原秀樹 – ベース
- 真鍋信一 – ベース
- 荻原基文 – ベース
- 松下誠 – ギター
- 直井隆雄 – ギター
- 石間秀樹 – ギター
- 中西康晴 – キーボード
- 西本明 – キーボード
- 上芝はじめ – キーボード
- 野力奏一 – キーボード
- 帆足哲昭 – パーカッション
- 中島御 – パーカッション
- 加藤Joe-group – ストリングス
- 数原晋 – トランペット
- 新井英治 – トロンボーン
- 土岐英史 – アルトサックス
- 包国充 – テナーサックス
- 松崎ひろし – フリューゲルホルン
- 森の木児童合唱団 – コーラス
- 入江文沙子 – ハープ
- 坂宏之 – オーボエ

#### ロサンゼルス
- ジェリー・ヘイ – トランペット、フリューゲルホルン
- ゲイリー・グラント – トランペット、フリューゲルホルン
- ラリー・ウィリアムズ – テナーサックス
- マーク・ルッソ – アルトサックス
- チャーリー・ローパー – トロンボーン
- ビル・ライヒェンバッハ – トロンボーン
- リー・オスカー（英語版） – ハーモニカ

### 録音スタッフ

#### 日本
- 多賀英典 – エグゼクティブ・プロデューサー
- 星勝 – プロデューサー
- 金子章平 – プロデューサー
- 安全地帯 – プロデューサー
- 諸鍜治辰也 – レコーディング・エンジニア、リミックス・エンジニア
- 井川彰夫 (MIX) – レコーディング・エンジニア
- 森卓也 – アシスタント・エンジニア
- 中鉢正綱 (MIX) – アシスタント・エンジニア
- 田中是行 (MIX) – アシスタント・エンジニア
- 酒井祐司 – アーティスト・マネージメント
- 最上三樹生 – MIDIシステム・オペレーター
- 黒沢“Porno„昇 – ドラムス・コーディネーター
- 松山晋 – トランスポーテーション
- 成岡章雄 – トランスポーテーション
- 田崎雅啓 – トランスポーテーション
- 本田昌生 – トランスポーテーション

#### ロサンゼルス
- アレン・サイズ – レコーディング・エンジニア
- ボブ・ロフタス – アシスタント・エンジニア
- スーザン・ブリル – LAレコーディング・オーガナイザー
- 宗像和男 – LAレコーディング・オーガナイザー

### 美術スタッフ
- 駒形克己 – アート・ディレクション
- 杉山守 – 写真撮影
- 鵜野沢佳祐 – デザイン
- 堀越真由美 – スタイリスト
- 酒井マサヒロ – ヘアー&メイク・アップ
- すずきまさひろ – コーディネーター

## チャート
| チャート         | リリース年 | 最高順位 | 登場週数 | 売上数   | 規格   | 出典   |
| ---------------- | ---------- | -------- | -------- | -------- | ------ | ------ |
| 日本（オリコン） | 1986年     | 1位      | 15回     | 21.3万枚 | LP     | [ 2 ]  |
| 日本（オリコン） | 1986年     | 1位      | 16回     | 12.8万枚 | CT     |        |
| 日本（オリコン） | 1986年     | 2位      | 16回     | 12.4万枚 | CD     |        |
| 日本（オリコン） | 2017年     | 254位    | 1回      | -        | SHM-CD | [ 48 ] |

## リリース日一覧
| No. | 地域 | リリース日     | レーベル             | 規格        | 規格品番      | 備考                                              | 出典          |
| --- | ---- | -------------- | -------------------- | ----------- | ------------- | ------------------------------------------------- | ------------- |
| 1   | 日本 | 1986年12月14日 | Kitty Records        | 3枚組LP     | 60MS 0120～2  |                                                   | [ 2 ]         |
| 2   | 日本 | 1986年12月14日 | Kitty Records        | 3本組CT     | 60CS 0120～2  |                                                   |               |
| 3   | 日本 | 1986年12月21日 | Kitty Records        | 2枚組CD     | H60K20050～1  |                                                   |               |
| 4   | 香港 | 1986年         | ポリドール・レコード | 3枚組LP     | 831565-1～7-1 |                                                   |               |
| 5   | 日本 | 1987年3月1日   | Kitty Records        | LP          | 28MS 0130～2  | 1枚ずつ個別でリリース                             |               |
| 6   | 日本 | 1990年7月25日  | Kitty Records        | 2枚組CD     | KTCR-1038～9  |                                                   | [ 49 ]        |
| 7   | 日本 | 1992年11月21日 | Kitty Records        | 2枚組CD     | KTCR-1209～10 |                                                   | [ 41 ] [ 50 ] |
| 8   | 日本 | 1996年10月2日  | Kitty Records        | 2枚組CD     | KTCR-1606～7  | CD-BOX『安全地帯 メモリアル・コレクション』に収録 | [ 51 ] [ 52 ] |
| 9   | 日本 | 2007年3月7日   | UMJ                  | 2枚組CD     | UPCY-6332～3  |                                                   | [ 53 ] [ 54 ] |
| 10  | 日本 | 2010年3月3日   | UMJ                  | 2枚組SHM-CD | UPCY-6574～5  |                                                   | [ 55 ] [ 56 ] |
| 11  | 日本 | 2010年6月23日  | UMJ                  | 2枚組SHM-CD | UPCY-9197     | CD-BOX『安全地帯BOX 1982-1993』に収録             | [ 57 ] [ 58 ] |
| 12  | 日本 | 2017年11月22日 | UMJ                  | 2枚組SHM-CD | UPCY-9710～1  | 紙ジャケット仕様                                  | [ 42 ] [ 59 ] |